# Pteromalus cleophanes
Pteromalus cleophanes är en stekelart som beskrevs av Walker 1839. Pteromalus cleophanes ingår i släktet Pteromalus och familjen puppglanssteklar. Inga underarter finns listade i Catalogue of Life.